# Бикофф Петтит, Нэнси
Нэнси Бикофф Петтит (в некоторых источниках Байкофф Петит, англ. Nancy Bikoff Pettit; род. 1953) — американский дипломат, в 2015—2019 гг. посол США в Латвии.
Нэнси Бикофф родилась в семье еврейских эмигрантов. Родители её матери перебрались в США из литовского города Укмерге, а предки её отца — из украинского города Корсунь. Дочь врача, выросла и окончила школу в городке Патчог в штате Нью-Йорк. Училась в Вассар-колледже, затем в Мичиганском университете, где получила степень магистра в области русских и восточноевропейских исследований (1977). Работала в Библиотеке Конгресса США. В 1981 году вышла замуж за молодого дипломата Джеймса Петтита, в тот момент вице-консула США в Гвадалахаре; несмотря на то, что Джеймс Петтит — сын пресвитерианского священника, свадьба была проведена по еврейскому обряду.
На дипломатической службе с 1983 года, первая должность — в отделе культуры Посольства США в СССР, затем в 1986—1988 гг. работала в Американском институте на Тайване. С 1988 г. аналитик по советским вопросам в Государственном департаменте США, в 1990—1992 гг. в Бюро разведки и исследований Государственного департамента США. В 1992—1994 гг. вновь работала в посольстве в Москве, затем вернулась в Вашингтон, работала в отделе Ближнего Востока и в отделе новых независимых государств. В 1999—2003 гг. сотрудник посольства США в Австрии, в 2003—2007 гг. — снова в России, в 2008—2010 гг. в посольстве США в Украине. В 2010—2015 гг. работала в Бюро по правоохранительной деятельности и борьбе с международным незаконным оборотом наркотиков Государственного департамента США.
В 2015 году по представлению президента Барака Обамы с разницей в несколько месяцев Нэнси Бикофф Петтит получила назначение послом США в Латвию, а её муж Джеймс Петтит — послом США в Молдову. 8 сентября Бикофф Петтит вручила свои верительные грамоты президенту Латвии Раймондсу Вейонису; в ходе своей первой беседы стороны подчеркнули важность развития как военного, так и экономического сотрудничества между странами. «У Латвии и США отличные отношения. Латвия — близкий союзник в рамках НАТО, партнер и друг, и, конечно, мы очень серьезно воспринимаем вопрос защиты Латвии, так же, как и других стран альянса», — подчёркивала Петтит и в дальнейшем. Срок полномочий Бикофф Петтит завершился 14 июля 2019 года.

## Награды
- Командор ордена Трёх звёзд (29 октября 2019 года, Латвия)[6]